# المعزب (مناخة)

تعديل مصدري - تعديل

المعزب هي إحدى قرى عزلة لهاب بمديرية مناخة التابعة لمحافظة صنعاء، بلغ تعداد سكانها 364 نسمة حسب تعداد اليمن لعام 2004.